# Beautiful (Snoop Dogg)
"Beautiful" is een single van de Amerikaanse rapper Snoop Dogg samen met Pharrell Williams en Charlie Wilson. Het kwam uit op 21 januari 2003 als de tweede single van Snoop Doggs zesde studioalbum Paid tha Cost to Be da Boss. De single is geproduceerd door het duo The Neptunes. De bijhorende videoclip is opgenomen in Rio de Janeiro in Brazilië.
De single haalde de zesde plek in de Billboard Hot 100 en deed het ook niet slecht in Australië en Nieuw-Zeeland, waar het de vierde plek haalde binnen de hitlijsten.

## Tracklijst
| Nr. | Titel                                                       | Duur |
| --- | ----------------------------------------------------------- | ---- |
| 1.  | Beautiful (met Pharrell)                                    | 4:04 |
| 2.  | Beautiful (instrumentale versie)                            | 4:21 |
| 3.  | Ballin (clean version, met The Dramatics en Lil' Half Head) | 5:19 |
| 4.  | Beautiful (videoclip, geregisseerd door Chris Robinson)     | 5:27 |

## Hitnoteringen

### Nederlandse Top 40
| Hitnotering: 19-04-2003 t/m 05-07-2003 | Hitnotering: 19-04-2003 t/m 05-07-2003 | Hitnotering: 19-04-2003 t/m 05-07-2003 | Hitnotering: 19-04-2003 t/m 05-07-2003 | Hitnotering: 19-04-2003 t/m 05-07-2003 | Hitnotering: 19-04-2003 t/m 05-07-2003 | Hitnotering: 19-04-2003 t/m 05-07-2003 | Hitnotering: 19-04-2003 t/m 05-07-2003 | Hitnotering: 19-04-2003 t/m 05-07-2003 | Hitnotering: 19-04-2003 t/m 05-07-2003 | Hitnotering: 19-04-2003 t/m 05-07-2003 | Hitnotering: 19-04-2003 t/m 05-07-2003 | Hitnotering: 19-04-2003 t/m 05-07-2003 | Hitnotering: 19-04-2003 t/m 05-07-2003 | Hitnotering: 19-04-2003 t/m 05-07-2003 |
| Week:                                  | 1                                      | 2                                      | 3                                      | 4                                      | 5                                      | 6                                      | 7                                      | 8                                      | 9                                      | 10                                     | 11                                     | 12                                     |                                        |                                        |
| -------------------------------------- | -------------------------------------- | -------------------------------------- | -------------------------------------- | -------------------------------------- | -------------------------------------- | -------------------------------------- | -------------------------------------- | -------------------------------------- | -------------------------------------- | -------------------------------------- | -------------------------------------- | -------------------------------------- | -------------------------------------- | -------------------------------------- |
| Positie:                               | 26                                     | 21                                     | 12                                     | 12                                     | 13                                     | 15                                     | 22                                     | 19                                     | 18                                     | 20                                     | 27                                     | 37                                     | uit                                    |                                        |

### NederlandseSingle Top 100
| Hitnotering: 05-04-2003 t/m 26-07-2003 | Hitnotering: 05-04-2003 t/m 26-07-2003 | Hitnotering: 05-04-2003 t/m 26-07-2003 | Hitnotering: 05-04-2003 t/m 26-07-2003 | Hitnotering: 05-04-2003 t/m 26-07-2003 | Hitnotering: 05-04-2003 t/m 26-07-2003 | Hitnotering: 05-04-2003 t/m 26-07-2003 | Hitnotering: 05-04-2003 t/m 26-07-2003 | Hitnotering: 05-04-2003 t/m 26-07-2003 | Hitnotering: 05-04-2003 t/m 26-07-2003 | Hitnotering: 05-04-2003 t/m 26-07-2003 | Hitnotering: 05-04-2003 t/m 26-07-2003 | Hitnotering: 05-04-2003 t/m 26-07-2003 | Hitnotering: 05-04-2003 t/m 26-07-2003 | Hitnotering: 05-04-2003 t/m 26-07-2003 | Hitnotering: 05-04-2003 t/m 26-07-2003 | Hitnotering: 05-04-2003 t/m 26-07-2003 | Hitnotering: 05-04-2003 t/m 26-07-2003 | Hitnotering: 05-04-2003 t/m 26-07-2003 |
| Week:                                  | 1                                      | 2                                      | 3                                      | 4                                      | 5                                      | 6                                      | 7                                      | 8                                      | 9                                      | 10                                     | 11                                     | 12                                     | 13                                     | 14                                     | 15                                     | 16                                     | 17                                     |                                        |
| -------------------------------------- | -------------------------------------- | -------------------------------------- | -------------------------------------- | -------------------------------------- | -------------------------------------- | -------------------------------------- | -------------------------------------- | -------------------------------------- | -------------------------------------- | -------------------------------------- | -------------------------------------- | -------------------------------------- | -------------------------------------- | -------------------------------------- | -------------------------------------- | -------------------------------------- | -------------------------------------- | -------------------------------------- |
| Positie:                               | 46                                     | 27                                     | 16                                     | 13                                     | 13                                     | 13                                     | 14                                     | 16                                     | 21                                     | 19                                     | 19                                     | 24                                     | 33                                     | 40                                     | 50                                     | 67                                     | 79                                     | uit                                    |